# Макс Волф
Макс Волф или Максимилиан Франц Йозеф Корнелиус Волф (на немски: Maximilian Franz Joseph Cornelius Wolf) e германски астроном и известен откривател на много астероиди (малки планети). Той е пионер на галактическата астрофотография.

## Биография
Роден е на 21 юни 1863 г. в Хайделберг, Германия, в семейството на лекаря д-р Франц Волф. Следва в Страсбург и Хайделберг, където промовира през 1888 г. След това прекарва една година следдипломно обучение в Стокхолм. Връща се през 1890 г. обратно в Хайделберг, където поема катедрата по астрономия през 1896 г.
Още като ученик открива кометата 14П/Волф през 1884 г. Открива сам 228 малки планети, а заедно с други учени от неговия институт още над 800 малки планети, което е рекорд.
Заедно с Йохан Палиса той съставя каталог „Атлас на звездите“ („Карта на звездите“) за училищата. По-късно издава фотографската Волф-Палиса „Звездна карта“ с 210 страници.
Получава множество медали.
Умира на работното си място на 3 октомври 1932 г. Погребан е в Хайделберг в гробището Бергфридхоф.